# Pendowoharjo
Pendowoharjo is een bestuurslaag in het regentschap Bantul van de provincie Jogjakarta, Indonesië. Pendowoharjo telt 22.414 inwoners (volkstelling 2010).